# Mangirl!
Mangirl! (まんがーる!?, Mangāru!, una parola macedonia da manga e girl, in inglese 'ragazza') è un manga yonkoma scritto e disegnato da Kagari Tamaoka, serializzato sul Comic Earth Star di Earth Star Entertainment da aprile 2011 a luglio 2013. Un adattamento anime, prodotto da Doga Kobo, è stato trasmesso in Giappone tra il 2 gennaio e il 27 marzo 2013.

## Personaggi
Hana Sasayama (佐々山 はな?, Sasayama Hana)
Doppiata da: Kanako Miyamoto
Aki Torii (鳥井 あき?, Torii Aki)
Doppiata da: Yuri Komagata
Tsugumi Haraki (原木 つぐみ?, Haraki Tsugumi)
Doppiata da: Moemi Otaka
Ringo Nishijima (西島 りんご?, Nishijima Ringo)
Doppiata da: Ayaka Ōhashi

## Media

### Manga
Il manga, scritto e disegnato da Kagari Tamaoka, è stato serializzato sulla rivista Comic Earth Star di Earth Star Entertainment da aprile 2011 a luglio 2013. I vari capitoli sono stati raccolti in tre volumi tankōbon, pubblicati tra il 12 maggio 2012 e il 12 marzo 2013.

### Anime
Un adattamento anime, prodotto da Doga Kobo e diretto da Nobuaki Nakanishi, è andato in onda dal 2 gennaio al 27 marzo 2013. In varie parti del mondo gli episodi sono stati trasmessi in streaming in simulcast da Crunchyroll. Un episodio OAV è stato pubblicato in allegato al volume BD il 24 maggio 2013.

#### Episodi
| Nº  | Titolo italiano (traduzione letterale) Giapponese 「Kanji」 - Rōmaji                                                      | In onda          | In onda |
| Nº  | Titolo italiano (traduzione letterale) Giapponese 「Kanji」 - Rōmaji                                                      | Giapponese       |         |
| 1   | Questa è la redazione della Comic Earth Star 「こちらコミック アース・スター編集部」 - Kochira komikku āsu sutā henshū-bu | 2 gennaio 2013   |         |
| 2   | La routine del direttore 「毎日編集者」 - Mainichi henshū-sha                                                             | 9 gennaio 2013   |         |
| 3   | Giornata perfetta per un servizio fotografico 「グラビア撮影日和」 - Gurabia satsuei biyori                               | 16 gennaio 2013  |         |
| 4   | Ragazze assistenti 「あしすたんとの嬢（アシスタントガールズ）」 - Ashisutanto no jō (ashisutantogāruzu)                   | 23 gennaio 2013  |         |
| 5   | Composizione tipografica di mezzanotte 「写植ミッドナイト」 - Shashoku middonaito                                         | 30 gennaio 2013  |         |
| 6   | Correzione interminabile 「無限の校正」 - Mugen no kōsei                                                                  | 6 febbraio 2013  |         |
| 7   | La strada sofferente di Ryouma 「きみじか龍馬(リョーマ)ロード」 - Kimiji ka ryūma (ryōma) rōdo                            | 13 febbraio 2013 |         |
| 8   | Pianeta Comisuke 「コミスケの星」 - Komisuke no hoshi                                                                     | 20 febbraio 2013 |         |
| 9   | Qualcosa di cui prendersi cura 「あずかりもん」 - Azukari mon                                                             | 27 febbraio 2013 |         |
| 10  | Comprate di più 「もっとカッテクーレ」 - Motto kattekūre                                                                  | 6 marzo 2013     |         |
| 11  | Non abbiamo ancora dato il meglio di noi 「私たちはまだ本気出してないだけ」 - Watashitachi wa mada honki dashi tenai dake | 13 marzo 2013    |         |
| 12  | Il primo volume 「はじめの一巻」 - Hajime no ichi-kan                                                                     | 20 marzo 2013    |         |
| 13  | È tempo di anime! 「アニメだV!」 - Animeda V!                                                                             | 27 marzo 2013    |         |
| OAV | Giocose ragazze redattrici 「遊ブへんしゅうがぁる」 - Yū buhenshi ~yuuga~aru                                              | 24 maggio 2013   |         |